# André Paskowski

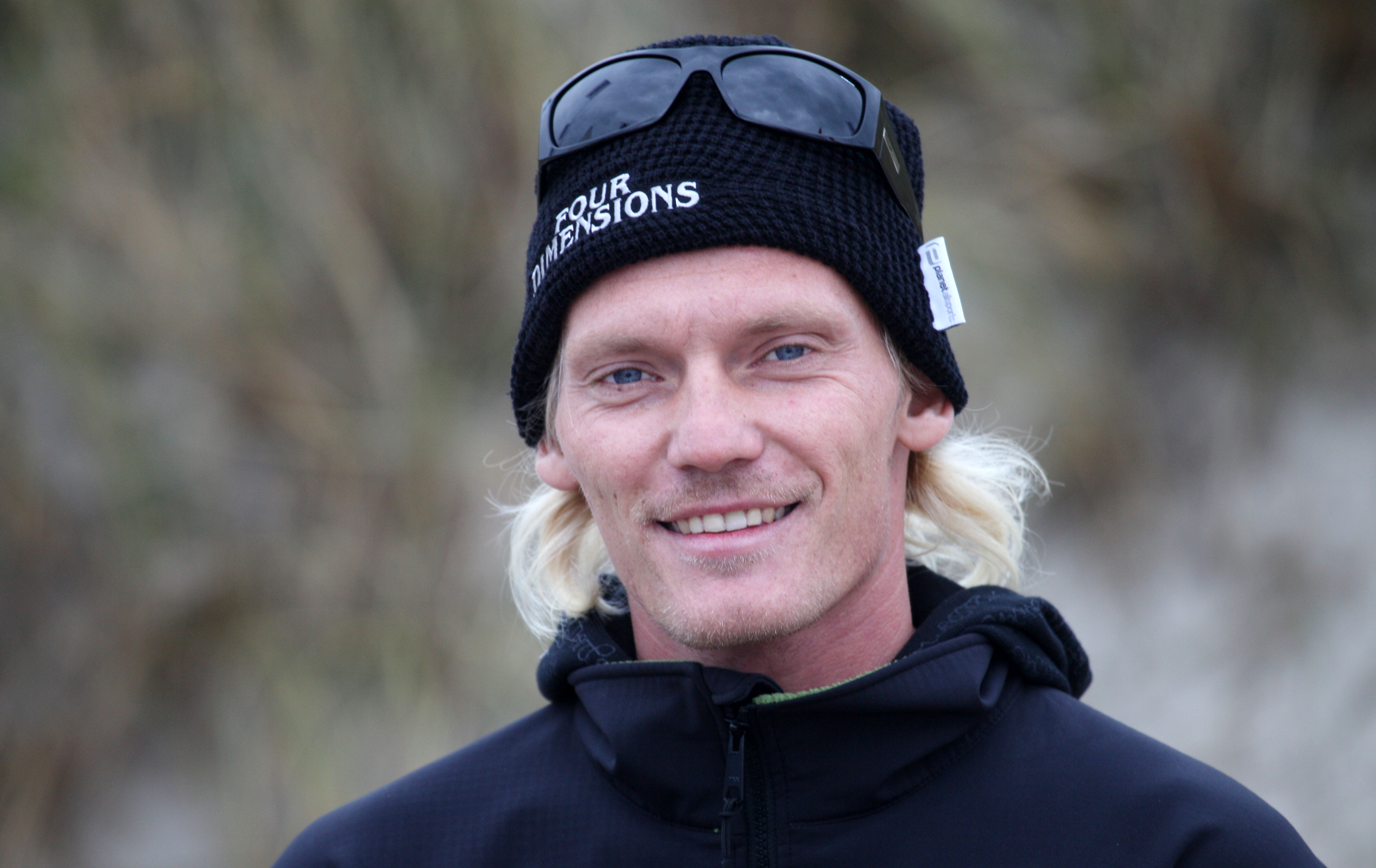
André Paskowski beim Windsurf World Cup Sylt, 2009

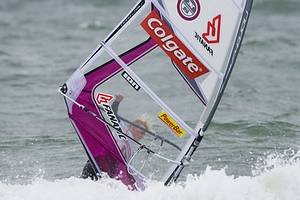
André Paskowski beim Windsurf World Cup Sylt, 2009

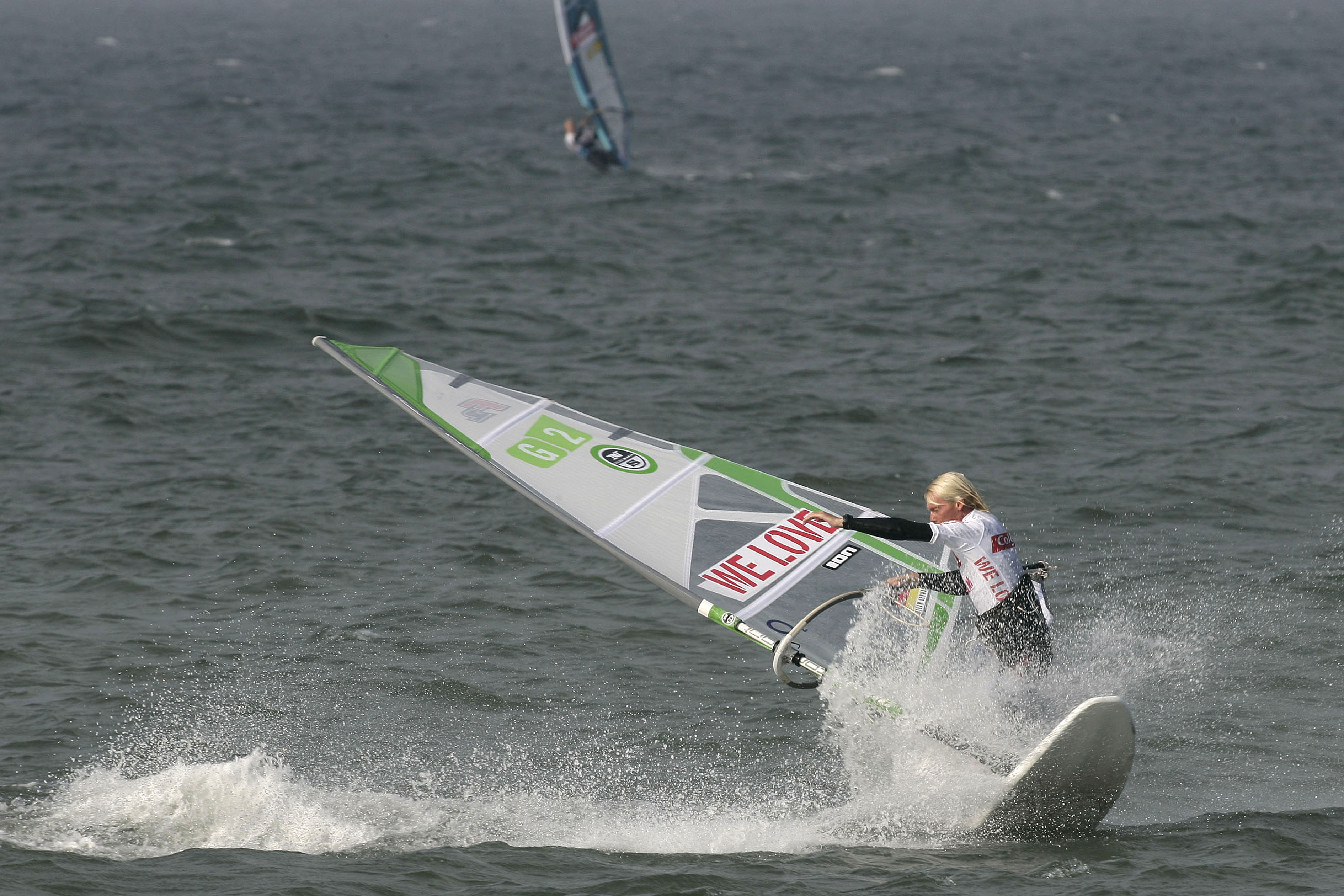
André Paskowski beim Windsurf World Cup Sylt, 2007

André Paskowski (* 16. April 1982 in Rostock; † 2. August 2013) war ein deutscher Freestyle-Windsurfer. Seine Segelnummer lautete G-2.

## Biografie
Paskowski kam im Alter von sechs Jahren durch seinen Vater zum Windsurfen, der selbst ein begeisterter Surfer war. 2003 wurde er Profi und nahm an der PWA-World-Tour teil.
André Paskowski produzierte zahlreiche Windsurf-Filme wie Magic Moments, Wet and Salty, Flashback, Four Dimensions, Minds Wide Open und Below the Surface. 2010 erkrankte er an Hodenkrebs. Am 2. August 2013 erlag er dieser Krebserkrankung.
Sein letztes Filmprojekt Below the Surface ist eine Mischung aus einem klassischen Windsurffilm und einer Dokumentation, der mit Victor Fernandez, Marcilio Browne, Klaas Voget, Alessio Stillrich und Jose Estredo an fünf der weltweit bekanntesten Wavespots entstanden ist. Die Premiere fand postum im Rahmen des 30. Windsurf World Cup Sylt am 28. September 2013 statt.

## Erfolge
- 2002 Deutscher Meister Wave/Freestyle
- 2003 4. der European Freestyle Pro Tour (EFPT)
- 2004 1. des Deutschen Windsurfcup Freestyle/Wave
- 2005 1. in Hyères, 2. in Podersdorf, 3. in Rhodos, 2. in Paros auf der EFPT
- 2007 9. der PWA Freestyle Tour
- 2008 10. der PWA Freestyle Tour
- 2009 Vize-Europameister, 7. Platz in der PWA Freestyle Tour[1]